# Pentre Ifan

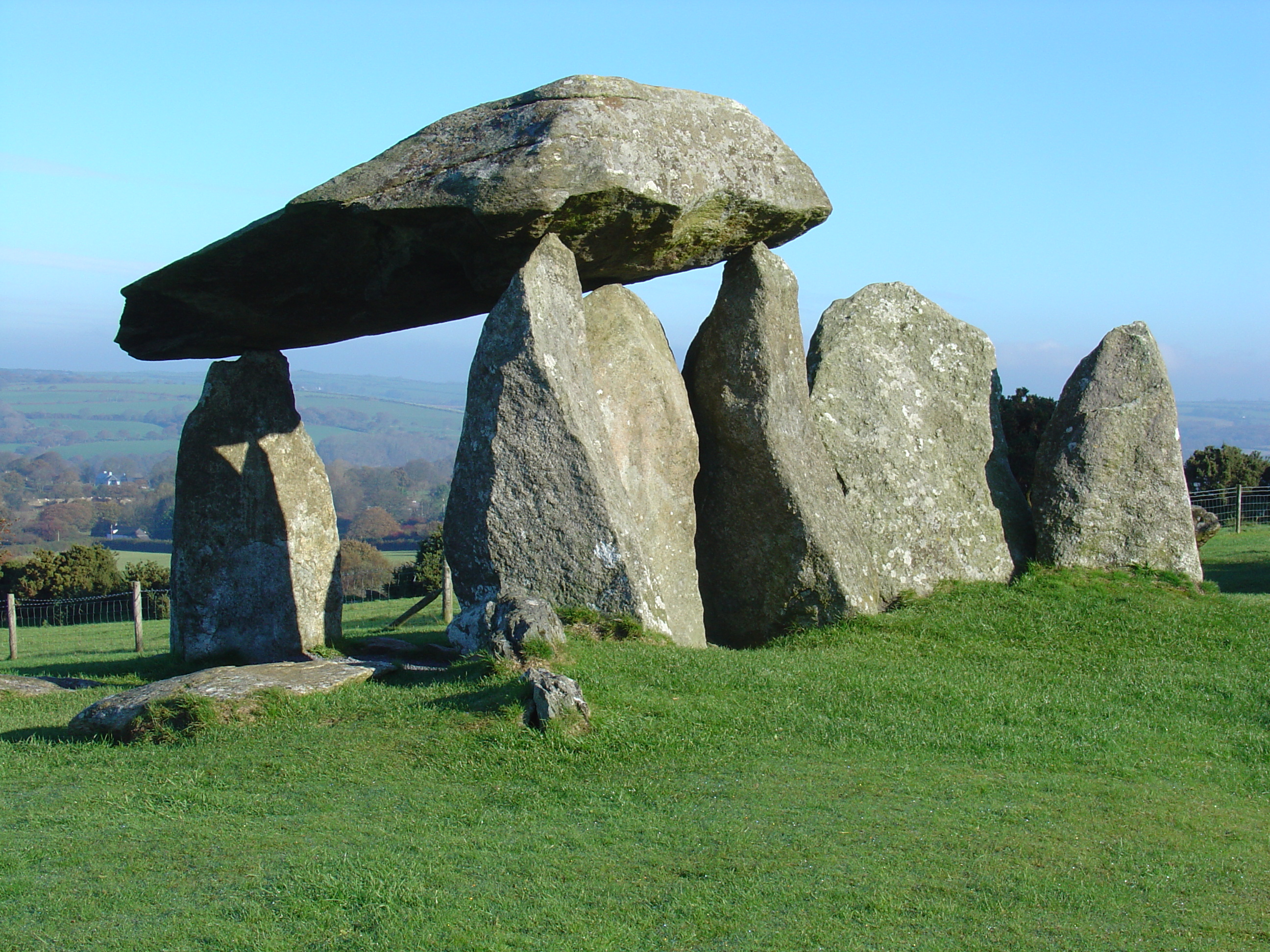
Dolmen di Pentre Ifan, vista anteriore (ingresso).

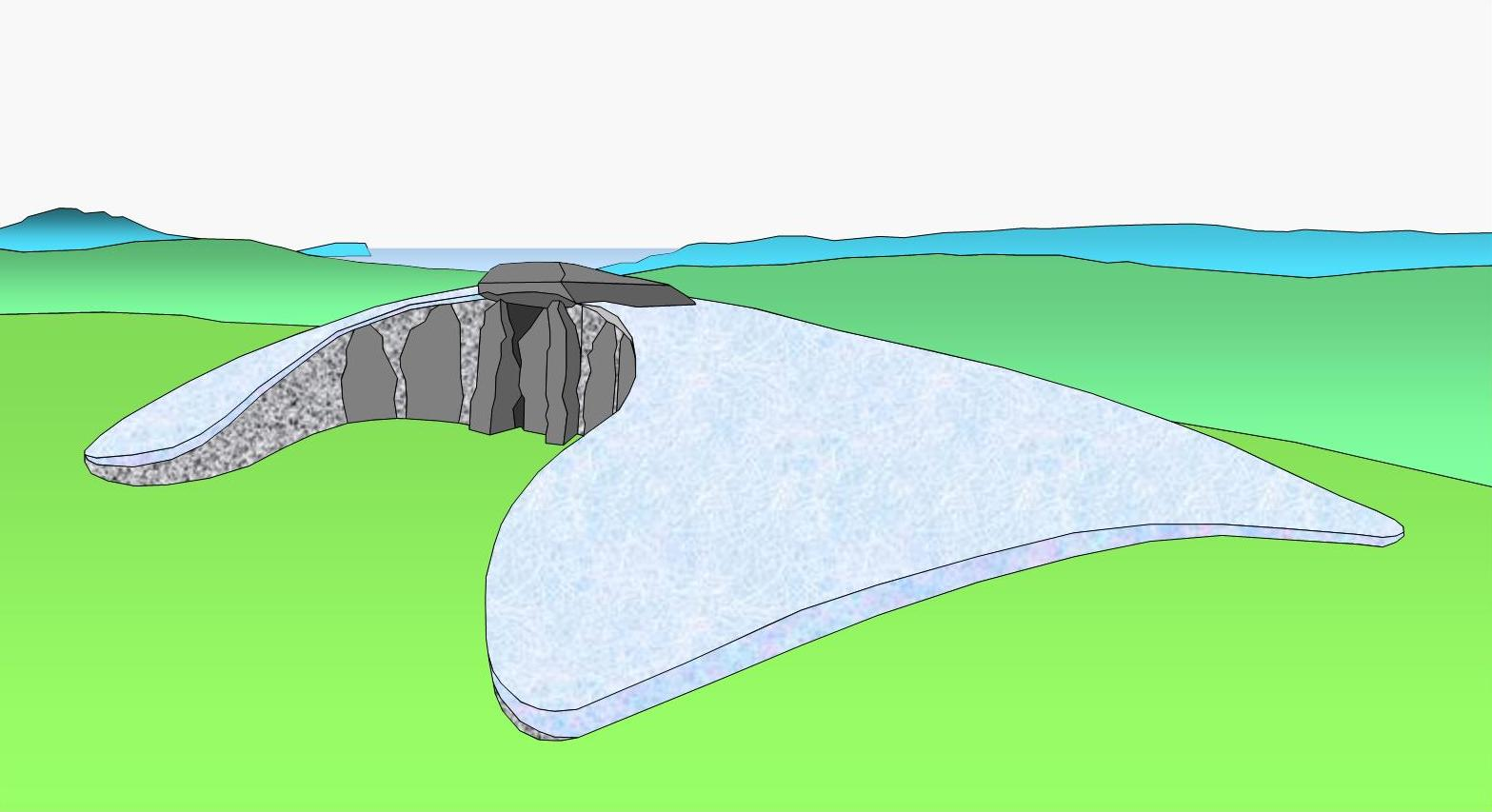
Possibile ricostruzione del sito.

Pentre Ifan (in gallese significa "villaggio di Ifan") è un antico dolmen sito su una collina in prossimità del villaggio di Nevern, nel nord Pembrokeshire, Galles. Si tratta del più grande e meglio conservato dolmen neolitico di tutto il Galles.

## Storia
Il dolmen risale al 3.500 a.C. circa e fu utilizzato probabilmente come sepoltura comune, sebbene dagli scavi condotti intorno al 1936-1936 e 1958-1959 (organizzati da William Francis Grimes) siano stati ritrovati alcuni manufatti in selce, frammenti ceramica e i resti di un focolare, ma nessun resto umano.

## Struttura
L'attuale struttura di pietra rappresenta il portale principale della camera della tomba, che in origine era coperta con un grande tumulo di pietra di circa 36,6 metri di lunghezza e 17 metri di larghezza. Alcune delle pietre visibili non sono più nella loro posizione originale, mentre ben sette di esse conservano ancora la loro disposizione originale. Il masso che forma il tetto ha una lunghezza di 5,1 metri, un peso stimato di sedici tonnellate ed è delicatamente sorretto da tre massi a punta. Tale masso fu sollevato fino a 2,4 metri dal suolo e la sua punta è rivolta verso il fiume Nevern.

Pentre Ifan
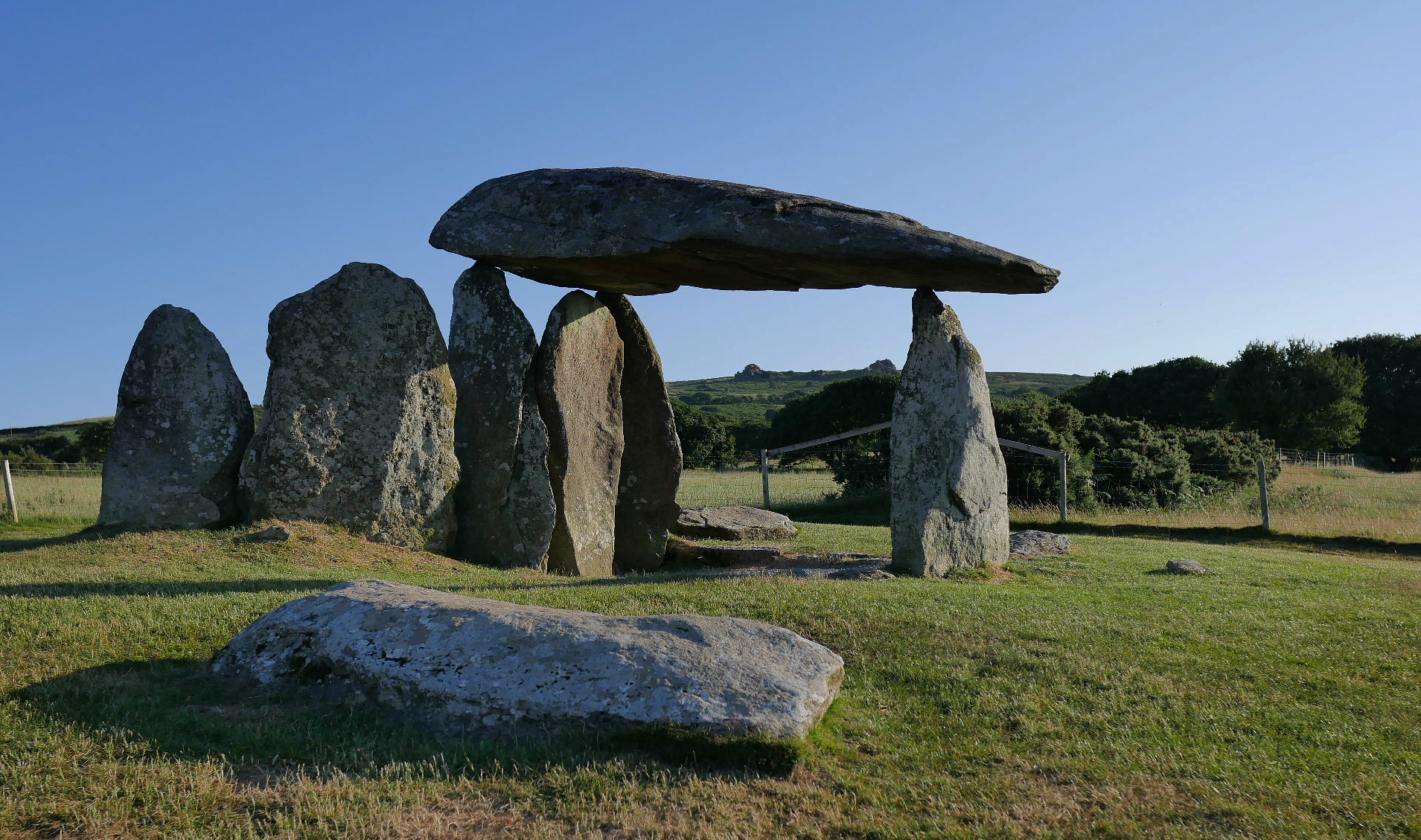
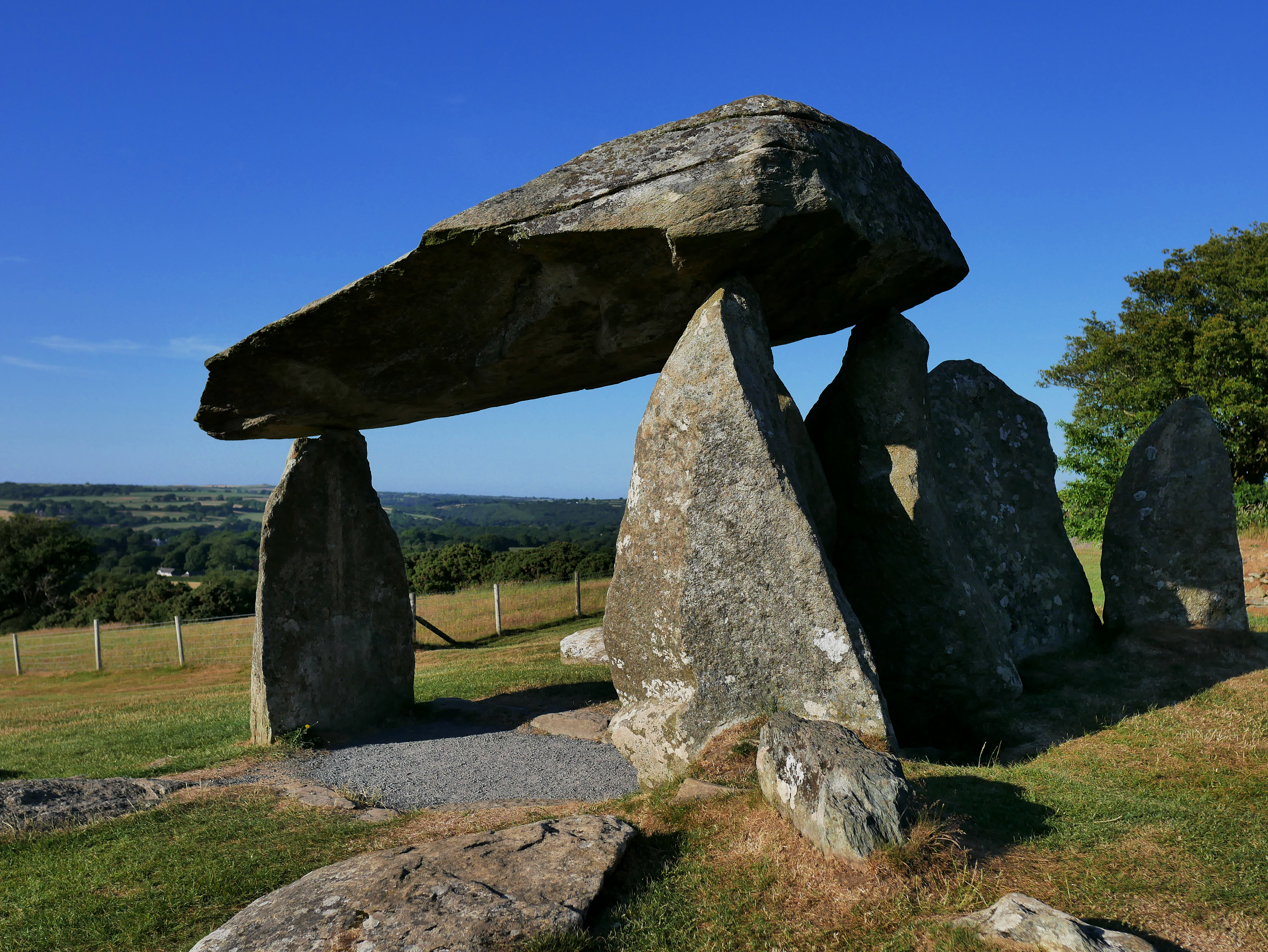
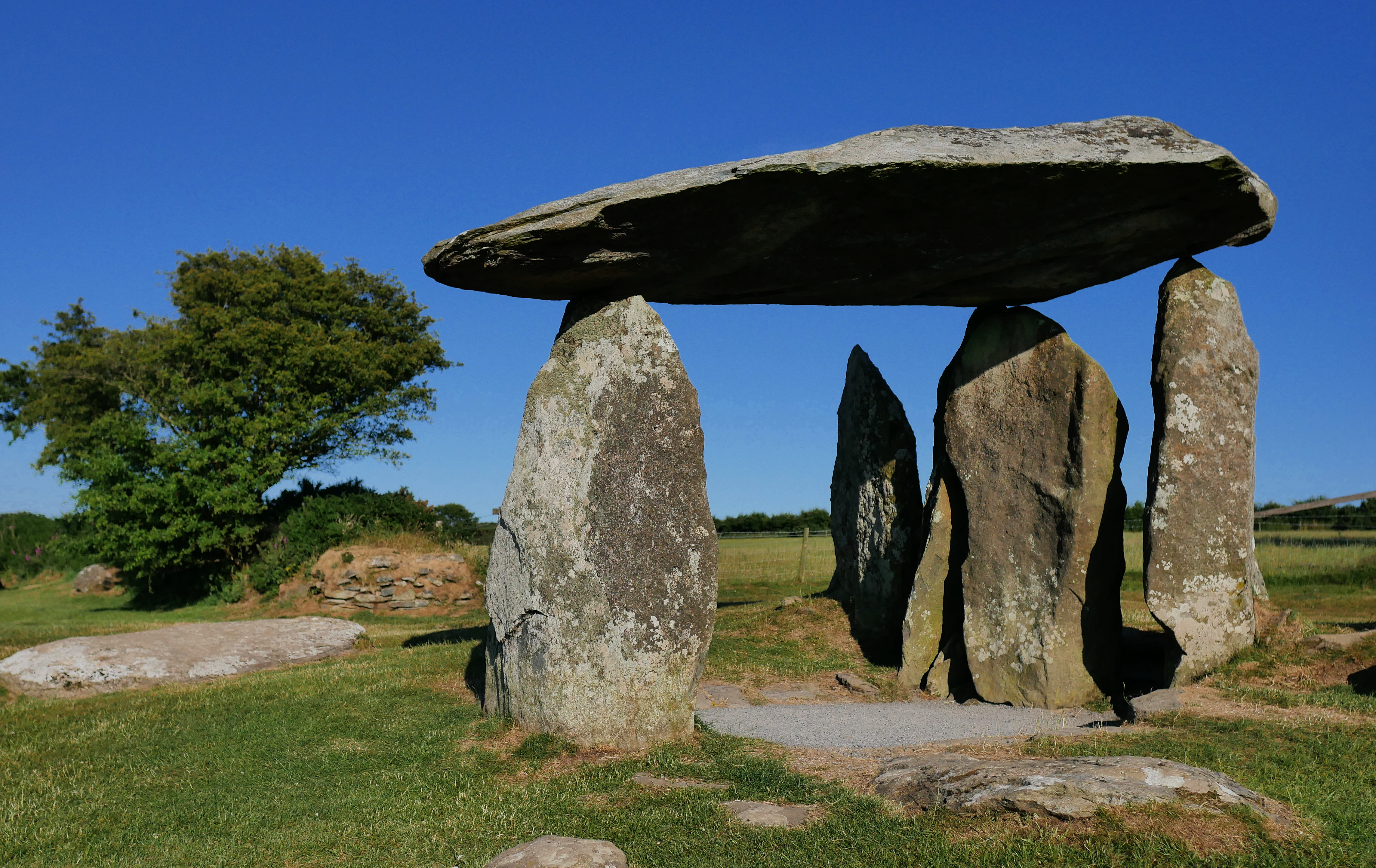
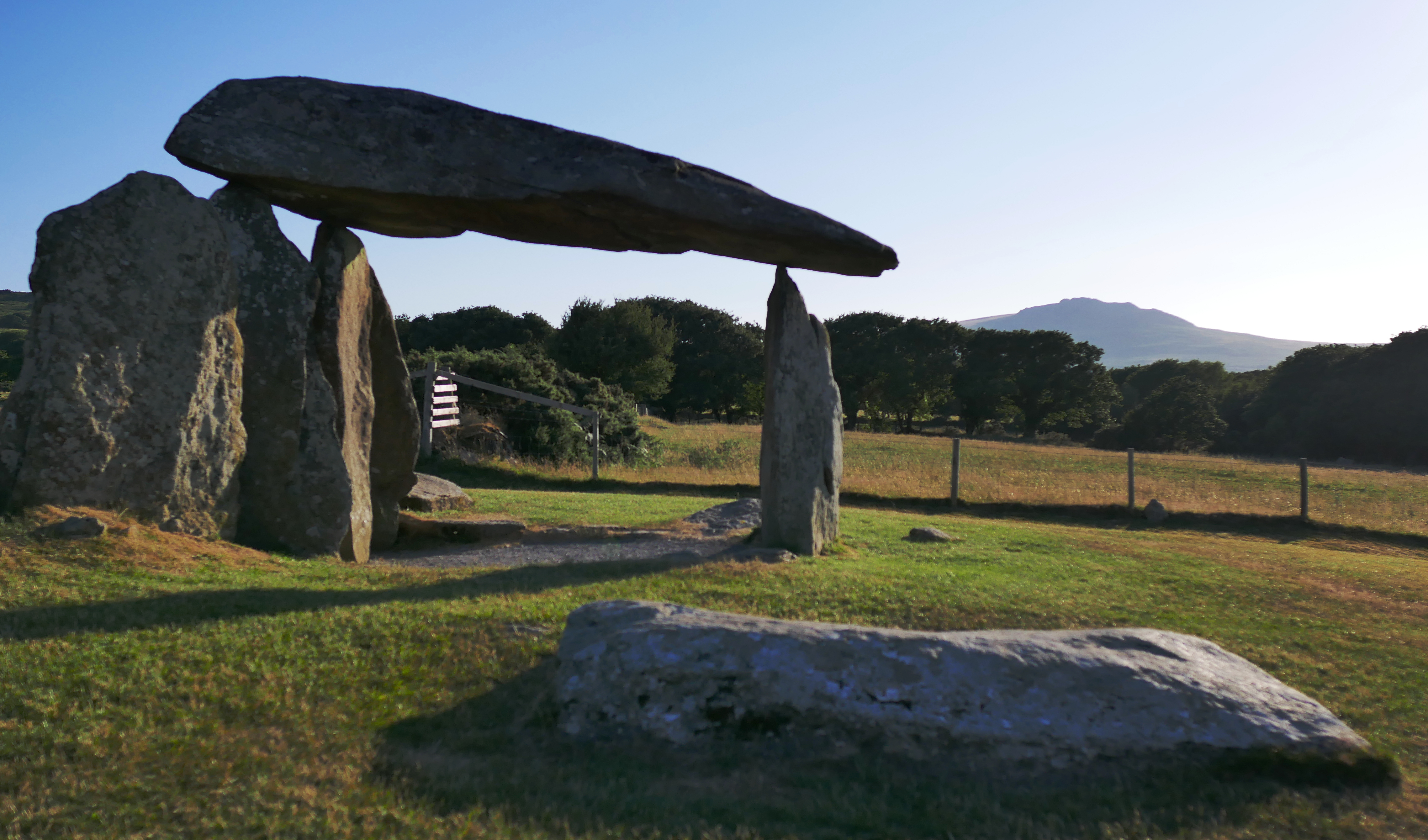

## Proprietà e posizione
Il monumento è di proprietà ed è gestito dal Cadw, l'Agenzia Gallese per i Monumenti Storici, che garantisce, oltre alle cure necessarie al mantenimento del dolmen, anche un ingresso gratuito ai turisti. Il monumento si trova a circa 6 chilometri dalla strada da Newport e 17 chilometri da Cardigan.